# 陈家旭
陈家旭，暨南大学中医学院院长，曾任北京中医药大学基础医学院中医诊断系副主任。医学博士，教授，博士生导师，主要研究方向为中医病证诊断规范化及证候的生物学基础。入选2011年度中国教育部长江学者奖励计划特聘教授。